# Centre comercial

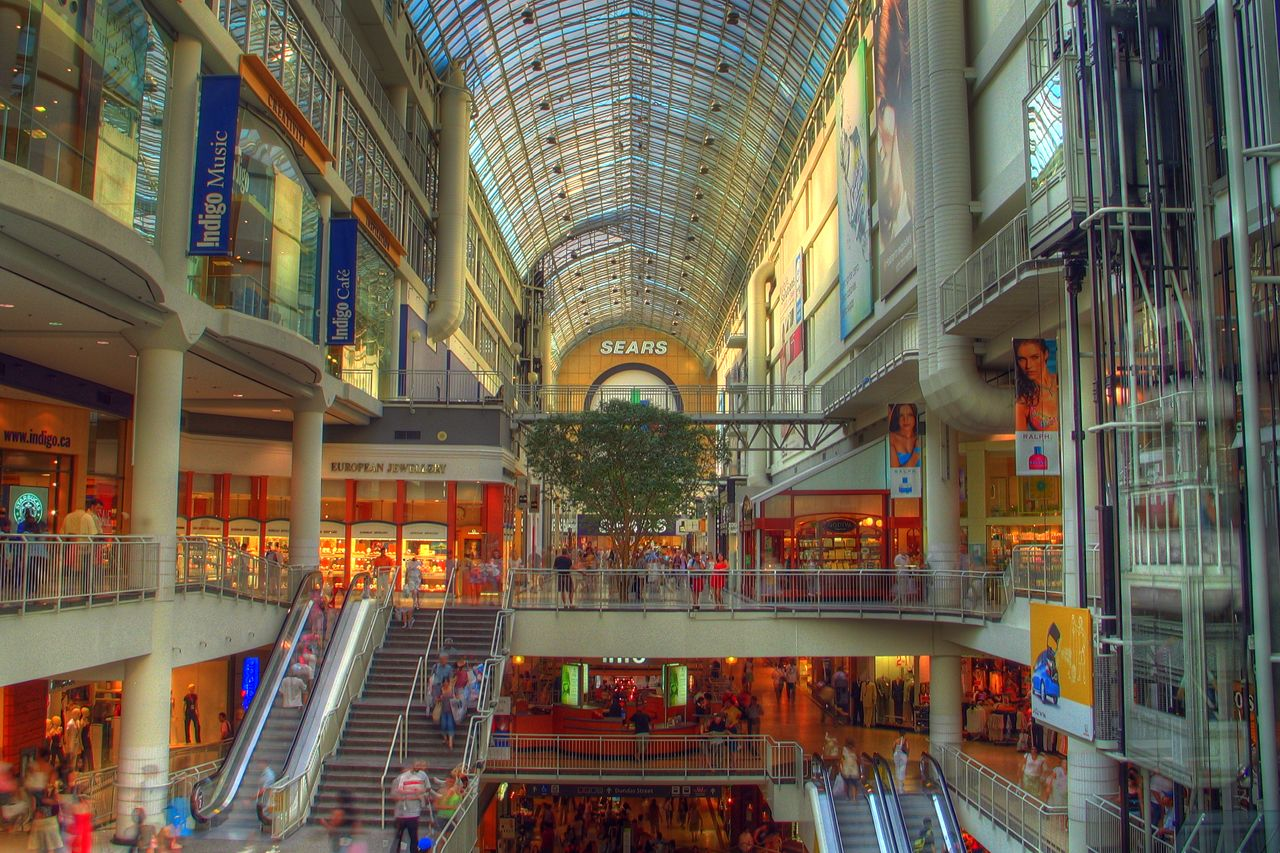
Interior del Toronto Eaton Centre a Toronto, Ontario, Canadà.

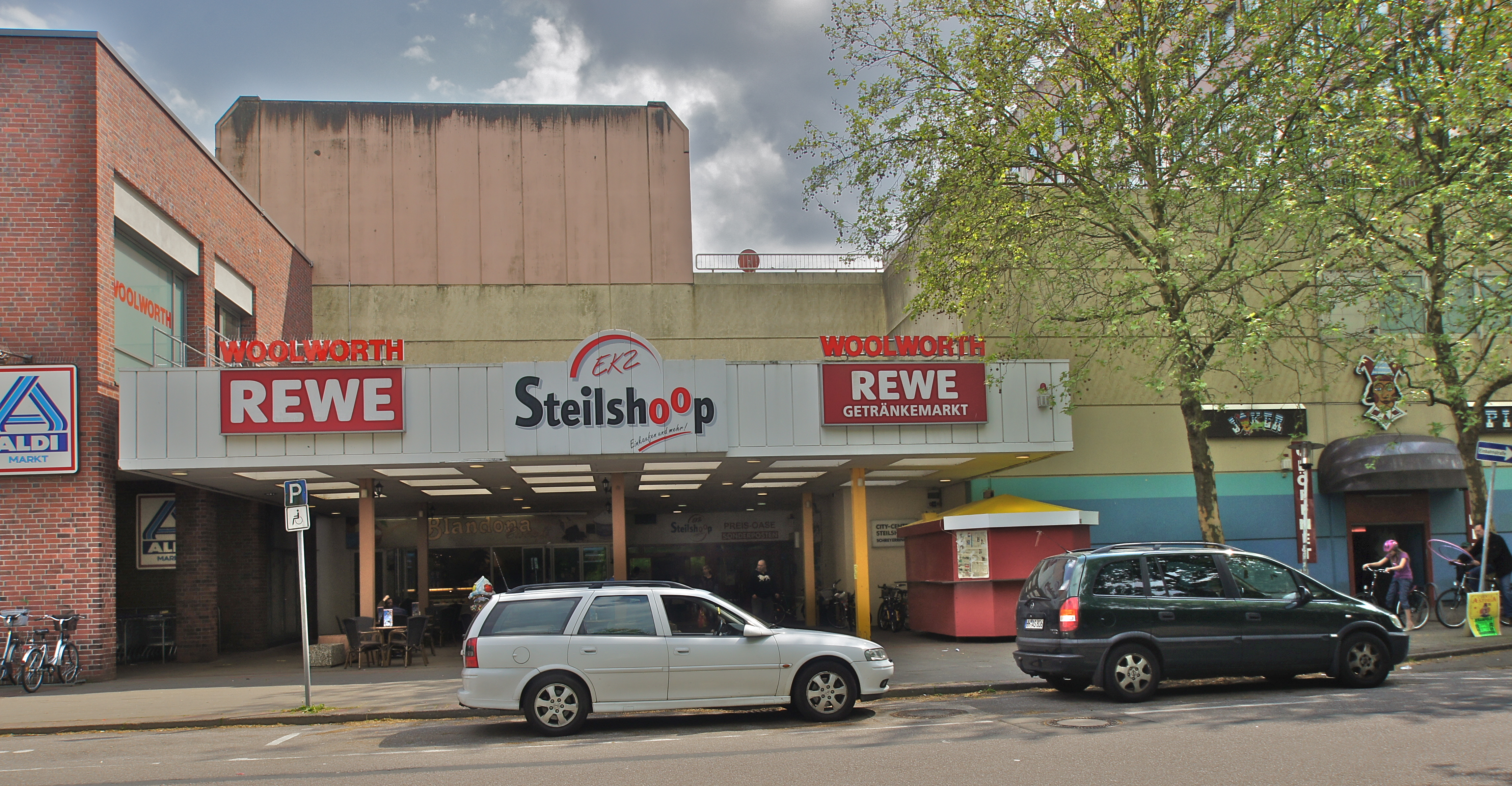
Entrada del centre comercial brutalista de Steilshoop (Hamburg)

Un centre comercial, (en anglès: shopping mall), és una construcció que consta d'un o més edificis, generalment de grans dimensions, i que alberguen locals i botigues aglutinats en un espai determinat per a concentrar la major quantitat de clients potencials dins el recinte.
La mida és una de les diferències fonamentals entre un centre comercial i un mercat; a més, aquest últim pot no situar-se en un lloc cobert. Una altra diferència és l'existència d'una o més botigues reclam; com per exemple, els hipermercats o botigues de moda presta o per departaments presents en el centre comercial.
Un centre comercial està pensat com un espai públic amb diverses botigues; a més, inclou llocs d'oci, entreteniment i diversió, com ara cinemes o festes de menjar dins del recinte. Malgrat que el centre comercial sigui d'inversors privats, generalment es lloguen els locals i es venen de forma independent, de manera que existeixen diversos propietaris, que han de pagar serveis de manteniment al constructor o a l'entitat administradora del centre comercial.
El 2012 hi havia 55 centres comercials a Catalunya, dels quals 46 eren a Barcelona, 5 a Lleida, 3 a Tarragona i 1 a Tarragona. La primera gran superfície que va obrir a l'estat espanyol va ser Baricentro al 1980.

## Història

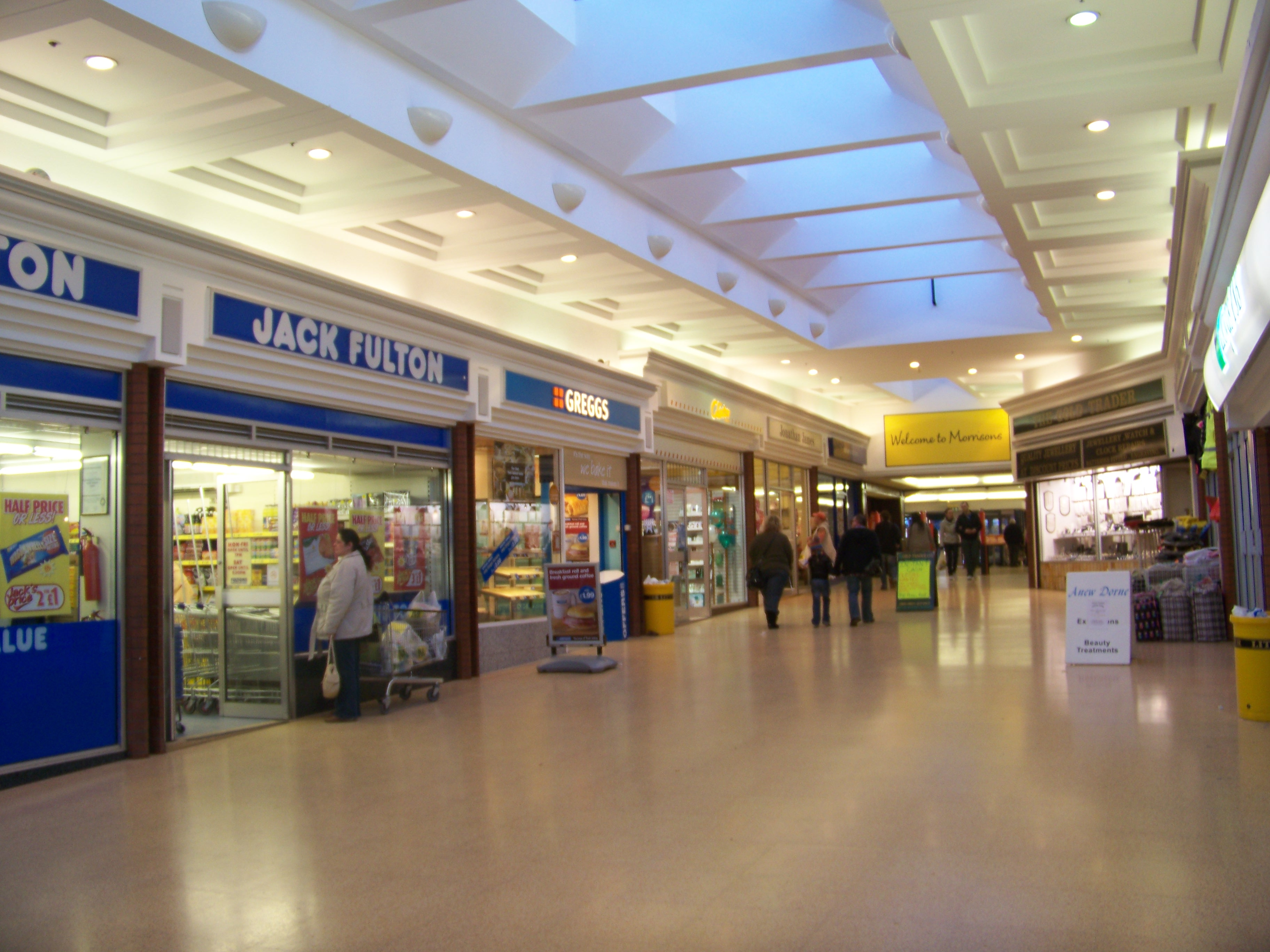
Interior del Penny Hill Centre, Hunslet (Leeds).

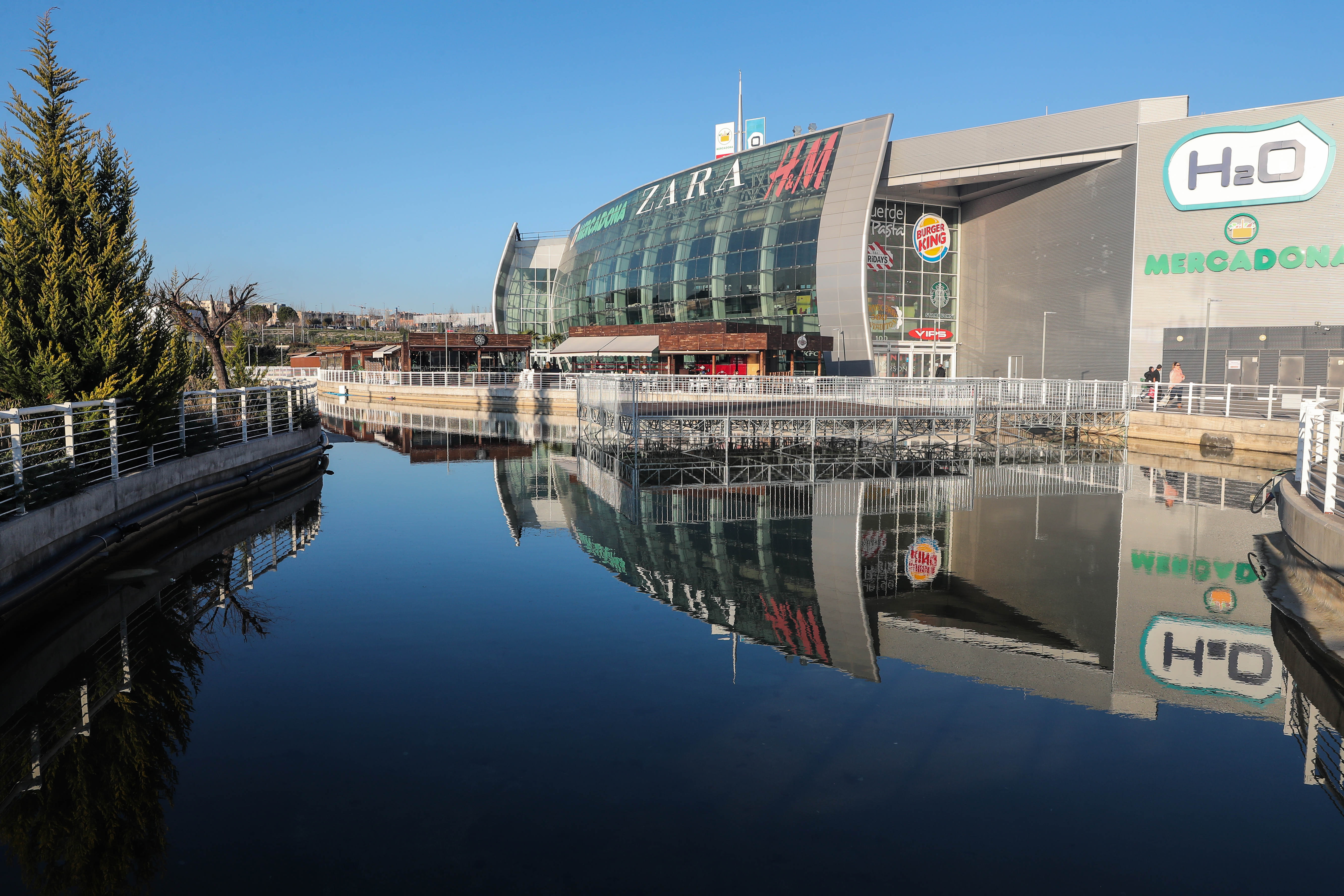
H2O Centre Comercial, situat a Rivas-Vaciamadrid.

El primer centre comercial de la història va ser el Mercats de Trajà, construït durant el govern de l'Emperador Trajà en el segle ii.
A l'edat moderna, la primera estructura semblant al que es considera com un «centre comercial» actualment es troba a la ciutat de Damasc, capital de Síria. Es diu Al-Hamidiyah a l'antic soc de Damasc i es remunta al segle xix. El gran basar d'Esfahan, que en gran manera està cobert, aquest es remunta al segle xvii. Els deu quilòmetres de llarg cobert del Gran Basar de Teheran també tenen una llarga història. El gran Basar d'Istanbul, construït al segle xv i segueix sent un dels mercats coberts més grans del món, amb més de 58 carrers i 4.000 botigues.
Gostiny Dvor a Sant Petersburg, que es va inaugurar el 1785, es pot considerar com un dels complexos comercials de primera a propòsit construït tipus de centres comercials, ja que consistia en més de 100 botigues amb una superfície de més de 53.000 m² (570.000 peus) quadrats).

## Centres comercials dels Països Catalans
| Nom                          | Comarca             | Regió          | Data obertura          | Superfície ocupada | Botigues | Places aparcament |
| ---------------------------- | ------------------- | -------------- | ---------------------- | ------------------ | -------- | ----------------- |
| Centre Comercial Andorrà     | Andorra la Vella    | Andorra        | 29 de març de 1977     |                    |          |                   |
| Epizen                       | Sant Julià de Loira | Andorra        | 28 de juliol de 2022   | 28.000 m²          |          | 1.000             |
| Illa Carlemany               | Escaldes-Engordany  | Andorra        | 2009                   | 50.000 m²          | 71       | 600               |
| Ànec Blau                    | Baix Llobregat      | Catalunya      |                        |                    |          |                   |
| Finestrelles                 | Baix Llobregat      | Catalunya      | 28 de novembre de 2018 | 39.250 m²          | 103      |                   |
| Llobregat Centre             | Baix Llobregat      | Catalunya      | Desembre de 1994       |                    | 110      |                   |
| Splau!                       | Baix Llobregat      | Catalunya      | 11 de maig de 2010     | 54.500m²           | 148      | 3.100             |
| Les Arenes                   | Barcelonès          | Catalunya      | 24 de març de 2011     | 137.190m²          | 116      | 1.750             |
| Avinguda de la Llum † (1990) | Barcelonès          | Catalunya      | 1940                   | 1.750m²            | 65       | 0                 |
| Bulevard Rosa † (2019)       | Barcelonès          | Catalunya      |                        |                    |          |                   |
| Casa Jorba                   | Barcelonès          | Catalunya      | Octubre de 1926        |                    |          | 0                 |
| El centre de la Vila         | Barcelonès          | Catalunya      | 25 de juliol de 1996   |                    | 45       | 1.000             |
| Diagonal Mar                 | Barcelonès          | Catalunya      | 20 d'abril de 2001     | 87.000m²           | 240      | 5.000             |
| La Farga                     | Barcelonès          | Catalunya      | 1996                   | 30.000m²           | 55       | 1.200             |
| Les Glòries                  | Barcelonès          | Catalunya      | 18 d'abril de 1995     | 25.0000m²          | 166      | 3.000             |
| Gran Via 2                   | Barcelonès          | Catalunya      | 24 d'octubre de 2002   | 54.600m²           | 200      | 3.200             |
| Som Multiespai (Heron City)  | Barcelonès          | Catalunya      | 20 de setembre de 2001 | 100.000m²          | 36       | 1.600             |
| L'Illa Diagonal              | Barcelonès          | Catalunya      | 2 de desembre de 1993  | 96.500m²           | 170      | 2.400             |
| Màgic Badalona               | Barcelonès          | Catalunya      | 15 d'octubre de 2008   | 48.569m²           | 90       | 1.200             |
| La Maquinista                | Barcelonès          | Catalunya      | 14 de juny de 2000     | 250.000m²          | 242      | 5.500             |
| Maremagnum                   | Barcelonès          | Catalunya      | 7 de maig de 1995      | 22.000m²           | 80       | 840               |
| Montigalà                    | Barcelonès          | Catalunya      | 18 d'octubre de 1991   | 73.000m²           | 61       |                   |
| Pedralbes Centre † (2019)    | Barcelonès          | Catalunya      | 21 d'abril de 1989     |                    | 74       |                   |
| El Triangle                  | Barcelonès          | Catalunya      | 1998                   |                    | 22       | 0                 |
| Mataró Parc                  | Maresme             | Catalunya      | 12 de juny de 2000     | 120.000m²          |          | 3.100             |
| Espai Gironès                | Gironès             | Catalunya      | 25 de maig de 2005     | 40.000m²           | 122      |                   |
| Baricentro                   | Vallès Occidental   | Catalunya      | 20 d'abril de 1980     | 65.800m²           | 160      | 4.200             |
| Parc Vallès                  | Vallès Occidental   | Catalunya      | 2 d'octubre de 1998    | 42.000m²           |          |                   |
| Sant Cugat Centre            | Vallès Occidental   | Catalunya      | 1996                   |                    | 100      | 2.700             |
| Aushopping Porte d'Espagne   | Rosselló            | Catalunya Nord |                        |                    | 62       |                   |
| Perpignan Chateau Roussillon | Rosselló            | Catalunya Nord |                        |                    | 44       |                   |
| Perpignan Salanca            | Rosselló            | Catalunya Nord |                        |                    | 71       |                   |
| Aqua                         | L'Horta             | País valencià  | 2006                   | 83.043m²           |          |                   |
| Arena                        | L'Horta             | País valencià  | 2012                   | 30.000m²           |          |                   |
| Gran Túria                   | L'Horta             | País valencià  | Desembre de 1993       | 58.500m²           | 100      | 4.000             |
| El Saler                     | L'Horta             | País valencià  | 1995                   | 139.610m²          | 155      | 2.800             |
| Nou Centre                   | L'Horta             | País valencià  | 18 de novembre de 1982 | 112.800m²          | 250      | 2.800             |
| Portal de la Marina          | La Marina           | País valencià  | Febrer de 2008         | 90.000m²           |          |                   |
| S'escorxador                 | Mallorca            | Illes Balears  | 1991                   | 8.700m²            | 18       | 327               |

† Centre comercial clausurat i any.